# Derrick Jensen
Derrick Jensen (, 19 de dezembro de 1960) é um autor norte-americano e ambientalista radical (e proeminente crítico do ambientalismo tradicional) que vive em Crescent City, Califórnia. De acordo com Democracy Now!, Jensen "tem sido chamado de o poeta-filósofo do movimento ecológico."
Jensen já publicou diversos livros, incluindo The Culture of Make Believe (A cultura do fazer acreditar) e Endgame (Fim de jogo), que questionam e criticam a civilização como integridade do sistema social, explorando seus valores inerentes, premissas escondidas, ligações modernas ao supremacismo, opressão, e genocídio, assim como o abuso ecológico doméstico, corporativo e globalizado. Ele também ensinou escrita criativa no presídio de Pelican Bay State e na Universidade de Eastern Washington.